# 超電導電力線
超電導電力線（ちょうでんどうでんりょくせん）とは、超電導技術を応用し作成された電力線である。
超電導物質の完全導電性により送電中の電気抵抗が著しく低下するため、損失を削減し大電力を送ることができる。